# 聖喬治教堂 (普圖伊)
聖喬治教堂是位於斯洛維尼亞城市普圖伊的一座教堂。聖喬治教堂始建於12世紀，在15世紀重建為哥特式建築。